# Riho Ōtake
Riho Ōtake (大竹里歩?, Ōtake Riho; Yokohama, 23 dicembre 1993) è una pallavolista giapponese.
Giocava nel ruolo di centrale nelle Denso Airybees.

## Carriera
La carriera di Riho Otake inizia nei tornei scolastici giapponesi; le sue prestazioni, nonostante la giovane età, le valgono la prima convocazione nella nazionale giapponese, con la quale debutta nel 2012 alla Coppa asiatica. Nella stagione 2012-2013 inizia la carriera professionistica, giocando nella V.Premier League con le Denso Airybees, chiudendo tuttavia il campionato con la retrocessione nella serie cadetta; con la nazionale, nel 2013, vince la medaglia d'argento al campionato asiatico e oceaniano e quella di bronzo alla Grand Champions Cup.

## Palmarès

### Nazionale (competizioni minori)
- Montreux Volley Masters 2015